# Tivisa
 Tivisa (oficialmente en catalán Tivissa) es un municipio de Cataluña, España. Pertenece a la provincia de Tarragona, y se halla en la parte oriental de la comarca de Ribera de Ebro, en el límite con la del Bajo Campo. Entre el patrimonio histórico destacan las ruinas del poblado ibérico del Castellet de Banyoles declarado Monumento Histórico artístico en 1978. Además de la capital municipal, incluye los núcleos de Darmós, Llaberia y La Serra d'Almos.

## Historia

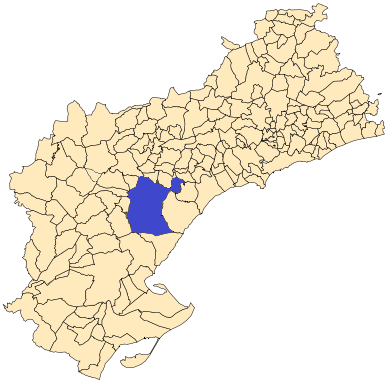
Tivisa en la provincia de Tarragona.

Los testimonios más evidentes de la presencia de los grupos prehistóricos en estos entornos corresponde a las estaciones con pinturas rupestres: cueva del Pi, cueva del Ramat, cueva del Cingle y cueva del Taller. El primer descubrimiento se debe a Jaime Poch Garí, que ejercía de maestro en la población de Bicorp (Valencia), en donde descubrió la cueva de la Araña.
Durante la visita a su hijo, que ejercía de telegrafista en Tivisa, en uno de sus paseos, descubre la cueva del Pi en la Font Vilella, estudiada por Eduardo Hernández Pacheco (1922) y correspondiente al Arte esquemático (6500-3500 años antes del presente); expresiones fundamentada en la abstracción (trazos, puntos, máculas..) pertenecientes al mundo de las creencias de los grupos productores neolíticos y bronce.
Posteriormente, el Instituto de Estudios Catalanes lleva a cabo unas prospecciones en aquellos parajes y descubre las otras dos cavidades mencionadas; en esta ocasión con muestras de Arte Levantino (10.000-6.500 años antes del presente), que se constituyen en las expresiones figurativas (y no naturalistas como erróneamente se califican) testimonios del mundo creencial de los últimos cazadores-recolectores. El último hallazgo se debe al entonces adolescente Juan Miguel Brull quien en 1991 descubre la mencionada cueva del Taller con cérvidos levantinos. Yacimientos cercanos se localizan en Perelló, Rasquera, Vandellós, Montblanch, Ulldecona, etc. Este enclave, y todos los que contienen muestras de arte parietal han sido declarados Patrimonio de la Humanidad por la UNESCO en 1998 -bajo el nombre administrativo convencional de arte rupestre del arco mediterráneo de la península ibérica- al constituirse en testimonios extraordinarios e inestimables de la capacidad intelectual del ser humano (Fuentes: Associació Catalana d'Art Prehistòric).

## Demografía
Cuenta con una población de 1632 habitantes (INE 2024).
| Gráfica de evolución demográfica de Tivisa entre 1842 y 2021 |
| |
| Población de derecho según los censos de población del INE Población de hecho según los censos de población del INEEn estos censos se denominaba Tivisa: 1842, 1857, 1860, 1877, 1887, 1897, 1900, 1910, 1920, 1930, 1940, 1950, 1960, 1970 y 1981 Entre el censo de 1857 y el anterior, disminuye el término del municipio porque independiza a 43040 (Capsanes) y 43070 (Guiamets) |

## Monumentos y lugares de interés

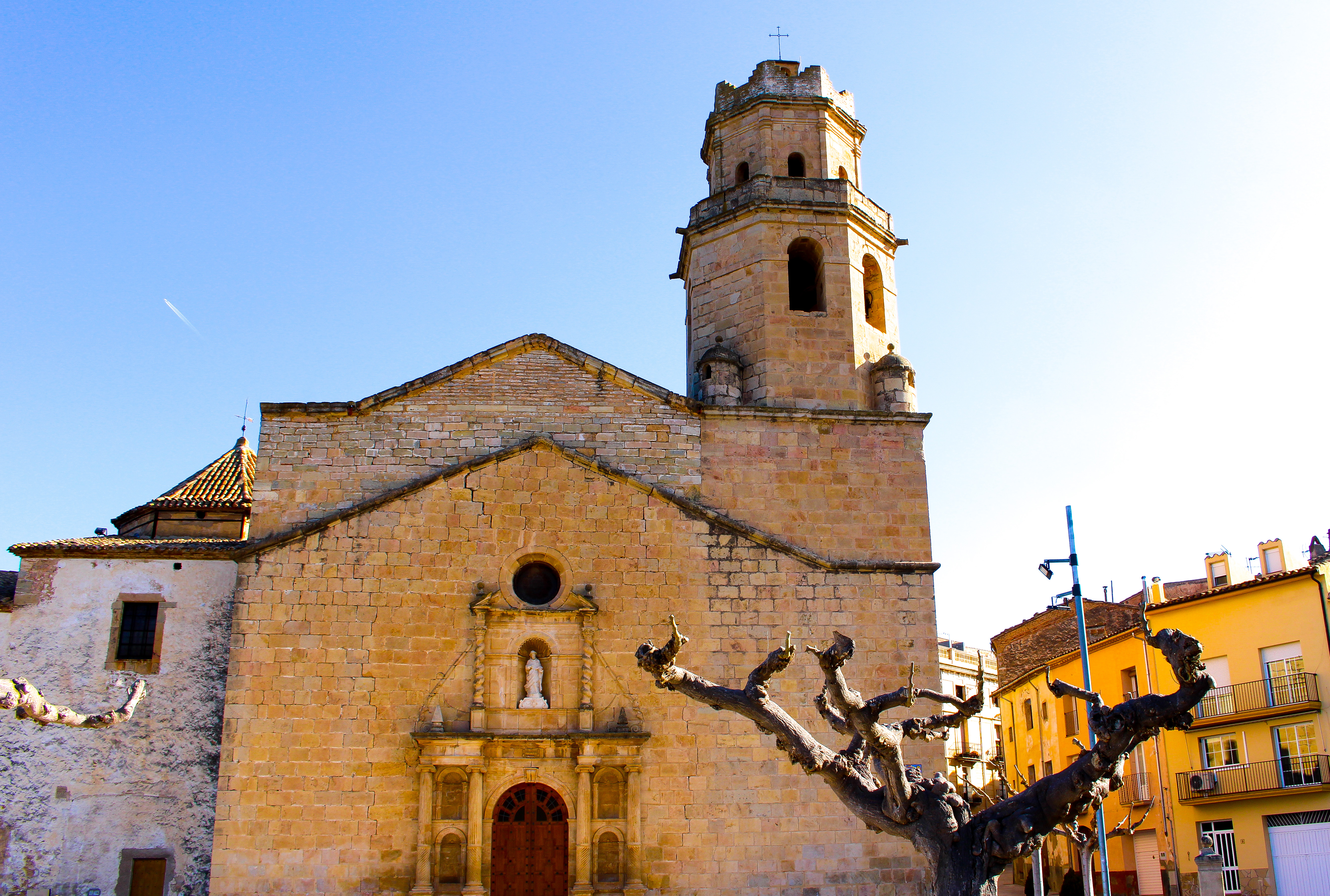
Parroquia Sant Jaume.

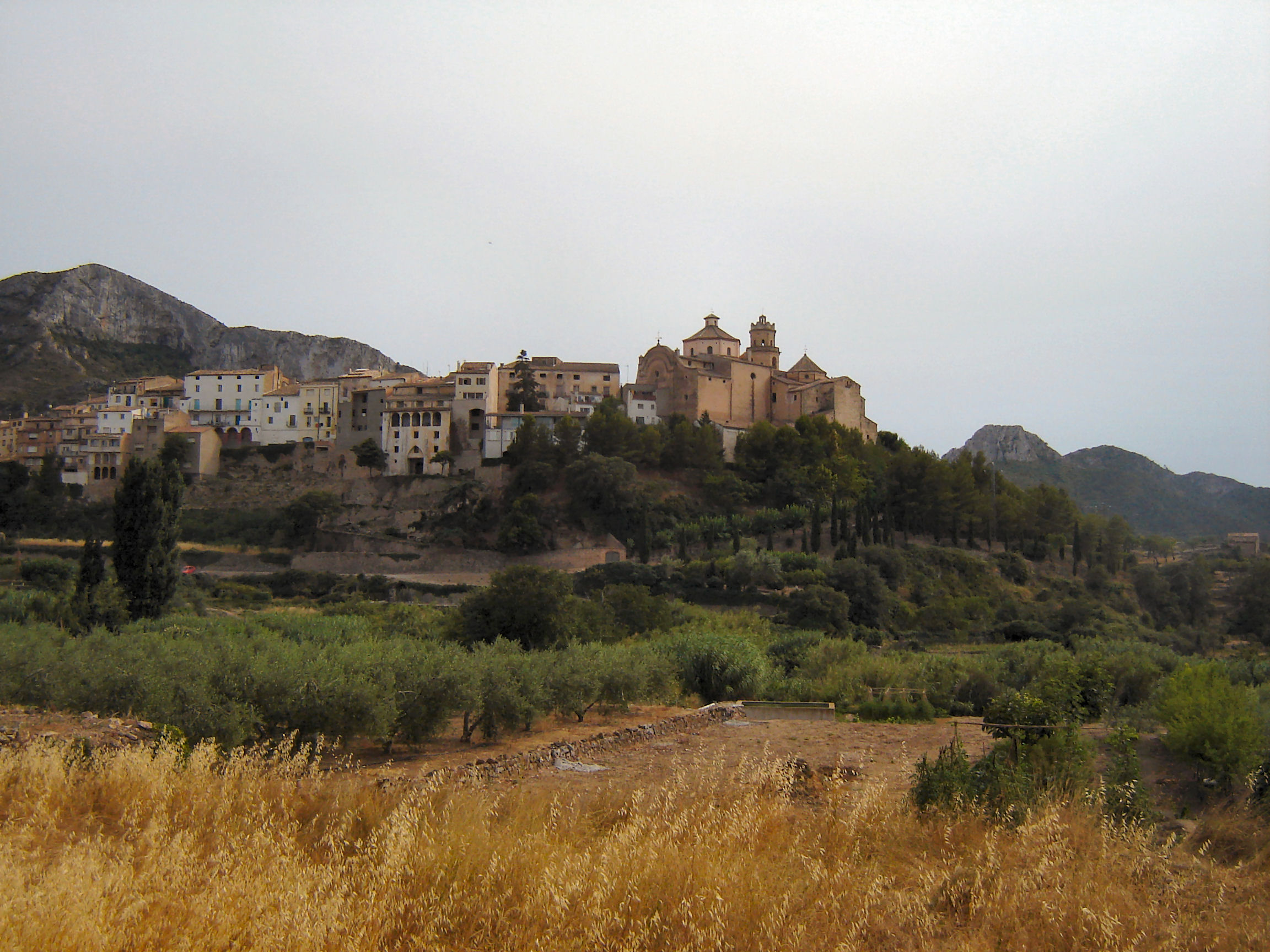
Vista de Tivissa

Los santuarios con pinturas rupestres prehistóricas de la Font Villela, espléndido ejemplo de las expresiones creenciales-artísticas conocidas como Arte levantino y Arte esquemático. Se encuentran en la lista del Patrimonio Mundial desde 1998.

### Llaberia
Se trata de un asentamiento medieval, y todavía algunas casas conservan fachadas antiguas. La más destacada es "Cal Riba", que tiene una inscripción sobre la puerta que indica 1640. Entre los pocos edificios del pueblo sobresale la iglesia románica de San Juan Bautista, que está construida sobre una antigua fortaleza. Tiene una nave rectangular con un ábside de medio punto y una entrada lateral.